# Winterammer

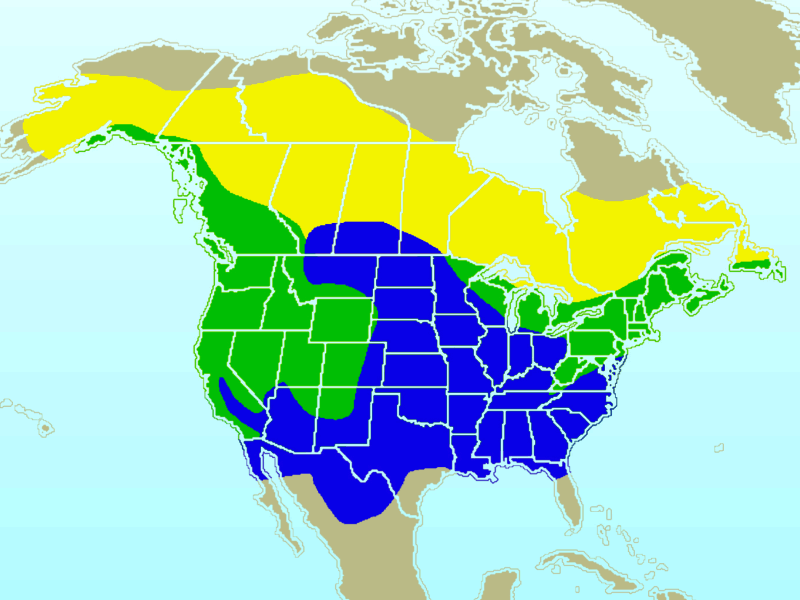
Verbreitung des Junkos:
gelb:Brutgebiet
grün:Vorkommen als Standvogel
blau:Überwinterungsgebiet

Die Winterammer (Junco hyemalis), früher als Junko bezeichnet, ist ein häufig vorkommender amerikanischer Singvogel aus der Familie der Neuweltammern (Passerellidae).

## Merkmale
Die Gefiederfarbe der einzelnen Unterarten des 15 cm langen Junkos ist recht unterschiedlich. Meistens ist er am Rücken grau oder braun und am Bauch blass gefärbt. Der Schnabel ist gewöhnlich rosafarben. Im Flug sind die äußeren weißen Schwanzfedern deutlich zu sehen.

## Vorkommen
Die Winterammer lebt in Misch- und Nadelwäldern, Dickichten, Parks und Gärten in weiten Teilen Nordamerikas bis nach Nordmexiko.
Die nördlichen Populationen ziehen in der kalten Jahreszeit in den Süden, einige von höheren Lagen in tiefere. Im Winter taucht der Vogel häufig in oder um Städte an Futterhäuschen auf. In Westeuropa ist er ein seltener Irrgast.

## Lebensweise
Die Winterammer sucht am Boden nach Insekten und Samen. Der Vogel brütet in Nadel- und Mischwäldern. Beide Partner bauen am Boden oder auf niedrigen Zweigen ein schalenförmiges Nest aus Zweigen, Gräsern, Wurzeln und anderem pflanzlichen Material mit etwa 10 cm Durchmesser. Der Vogel brütet normalerweise zweimal im Jahr. Die durchschnittlich vier matt glänzenden Eier sind grau oder bläulich-weiß gefärbt und haben braune, violette oder graue Flecken. Das Gelege wird vom Weibchen alleine 12 bis 13 Tage bebrütet. Beide Altvögel kümmern sich um den Nachwuchs, der nach 11 bis 14 Tagen flügge wird.

## Unterarten
Es sind fünfzehn Unterarten bekannt:
- Junco hyemalis hyemalis (Linnaeus, 1758)[2] ist an Kopf, Brust und Oberseite schiefergrau gefärbt. Das Weibchen ist grau-braun. Er kommt in den Nadelwäldern von Alaska bis nach Neufundland und südlich bis in den Appalachen vor und überwintert weiter südlich. Diese Unterart ist relativ häufig.
- Junco hyemalis aikeni Ridgway, 1873[3] ist an Kopf, Brust und Oberseite grau gefärbt und hat weiße Flügelstreifen. Das Weibchen ist graubraun. Er lebt in den Black Hills in South Dakota und Wyoming und ist relativ selten.
- Der Oregon-Junko (Junco hyemalis oreganus) (Townsend, JK, 1837)[4] ist an Kopf und Brust schwarz-grau gefärbt und hat einen braunen Rücken, braune Flügel und rötliche Flanken. Das Verbreitungsgebiet erstreckt sich von Alaska bis auf die nördliche Baja California. Diese Unterart ist die häufigste im Westen Nordamerikas.
- Junco hyemalis mearnsi Ridgway, 1897[5] ist an Kopf und Brust grau mit braunen Rücken und Flügel und rosa-braunen Flanken. Er ist in den nördlichen Rocky Mountains von Alberta bis nach Idaho und Wyoming zu finden.
- Der Graukopfjunko (Junco hyemalis caniceps (Woodhouse, 1853))[6] ist hauptsächlich grau mit einem rostfarbenen Rücken und lebt in den Rocky Mountains von Colorado bis ins zentrale Arizona.
- Junco hyemalis dorsalis Henry, 1858[7] hat einen dunklen unteren Schnabel und rostfarbene Flügel. Er ist in den Bergen von Arizona und New Mexico zu finden.
- Junco hyemalis mutabilis van Rossem, 1931[8] – Diese Unterart kommt im Südosten Kaliforniens und dem Süden Nevadas vor.
- Junco hyemalis townsendi Anthony, 1889[9] – Diese Subspezies kommt in der Sierra de San Pedro Mártir vor.
- Junco hyemalis thurberi Anthony, 1890[10] – Das Verbreitungsgebiet diese Unterart ist der Süden Oregons und der Nordwesten Kaliforniens.
- Junco hyemalis montanus Ridgway, 1898[11] – Diese Unterart kommt im Binnenland des Südwesten Kanadas und dem Binnenland des Nordwestens der USA vor.
- Junco hyemalis pontilis Oberholser, 1919[12] – Das Verbreitungsgebiet dieser Unterart ist die Sierra de Juárez.
- Junco hyemalis carolinensis Brewster, 1886[13] – Diese Unterart kommt im östlichen zentralen Teil der USA vor.
- Junco hyemalis cismontanus Dwight, 1918[14] – Die Unterart ist im Binnenland des westlichen Teils von Kanada verbreitet.
- Junco hyemalis shufeldti Coale, 1887[15] – Diese Unterart ist an der Küste im Südwesten British Columbias und der Küste im Nordwesten der USA verbreitet.
- Junco hyemalis pinosus Loomis, 1893[16] – Diese Subspezies kommt im zentralen und südlichen Kalifornien vor.